# Белобрюхий ёж
Белобрюхий ёж (лат. Atelerix albiventris) — млекопитающее рода африканских ежей.
Длина тела от 15 до 22 см, масса тела 350—700 грамм, но может достигать и 1200 граммов в зависимости от времени года. Самки обычно крупнее самцов. Ноги короткие, хвост, как правило, длиной около 2,5 см, расширенный нос, глаза маленькие. На каждой лапе по четыре пальца. Уши округлой формы, глаза круглые. Иглами покрыта спина и бока. Морда и лапы игл не имеют.
Окраска сильно варьирует, но в целом дикие экземпляры имеют коричневый или серый мех с белыми кончиками на спине. Нижняя часть тела серая с коричневыми пятнами на морде и белое лицо, ноги и брюхо. Верхняя часть тела покрыта иглами, длиной от 5 до 17 мм, длинными на верхней стороне головы. Колючки могут иметь разный цвет, но кончик и основание всегда белые.
Вид распространён к югу от Сахары, в Мавритании, Сенегале, Нигерии, Судане, Эфиопии. Предпочитает травянистые места обитания в редких или светлых лесах на высоте до 2000 метров над уровнем моря. Наиболее распространён в сухих и каменистых саваннах, избегает густых лесов.
Белобрюхий ёж ведёт одиночный, ночной образ жизни. Обычно передвигается по земле, при необходимости может карабкаться и плавать. Животные очень активны, преодолевая несколько километров в поисках пищи — насекомых, червей, улиток, пауков и даже мелких позвоночных. Устойчивы к ядам и могут поедать даже скорпионов и ядовитых змей. В летнее время проводят до шести недель в летней спячке, вызванной высокой температурой окружающей среды и нехваткой корма.
Обычными звуками, которые издаёт ёж, являются фырканье, шипение и тихое визжание, но когда на него нападают может громко кричать, кроме того, самцы издают звуки для привлечения самок во время спаривания.
При встрече с противником, ёж обычно напрягает мышцы спины, сдвигая шипы к морде, а затем сворачивает тело в шар, защищая конечности и голову. Если атака продолжается, может начать делать резкие движения, пытаясь уколоть злоумышленника шипами, фыркая при этом. Естественными врагами являются гиена, шакал, бледный филин, медоед.